# Culex eadithae
Culex eadithae é um espécie de mosquito do Género Culex, pertencente à família Culicidae.